# Église Saint-Léger de Saint-Léger (Manche)
Pour les articles homonymes, voir Église Saint-Léger.
L'église Saint-Léger de Saint-Léger est un édifice catholique qui se dresse sur le territoire de l'ancienne commune française de Saint-Léger, dans le département de la Manche, en région Normandie. L'édifice est inscrit au titre des monuments historiques.

## Localisation
L'église est située dans l'ancienne commune de Saint-Léger, associée à la commune de Saint-Jean-des-Champs, dans le département français de la Manche.

## Historique
L'édifice est daté du XIIe siècle.
Dans le pouillé de Coutances de 1332, il est noté que le fief de Gastigny « in feodo de Gastigneyo », à Saint-Pair-sur-Mer, est redevable de dîmes à l'église de Saint-Léger et également à celle de Saint-Planchers.

## Description
Des peintures murales datées du XIIIe siècle, signalées dans les années 1960, furent mises en valeur dans les années 1990.

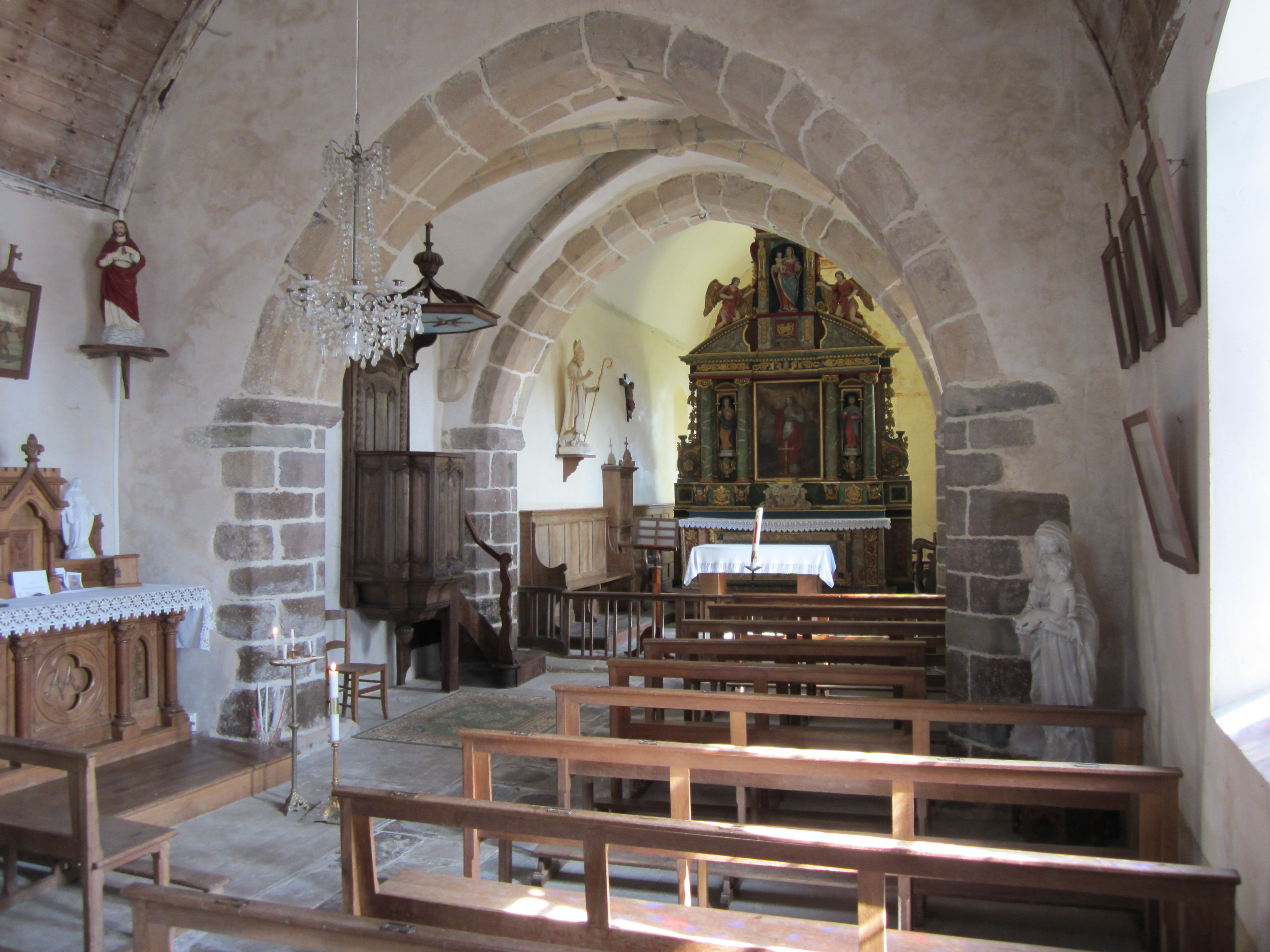
La nef.
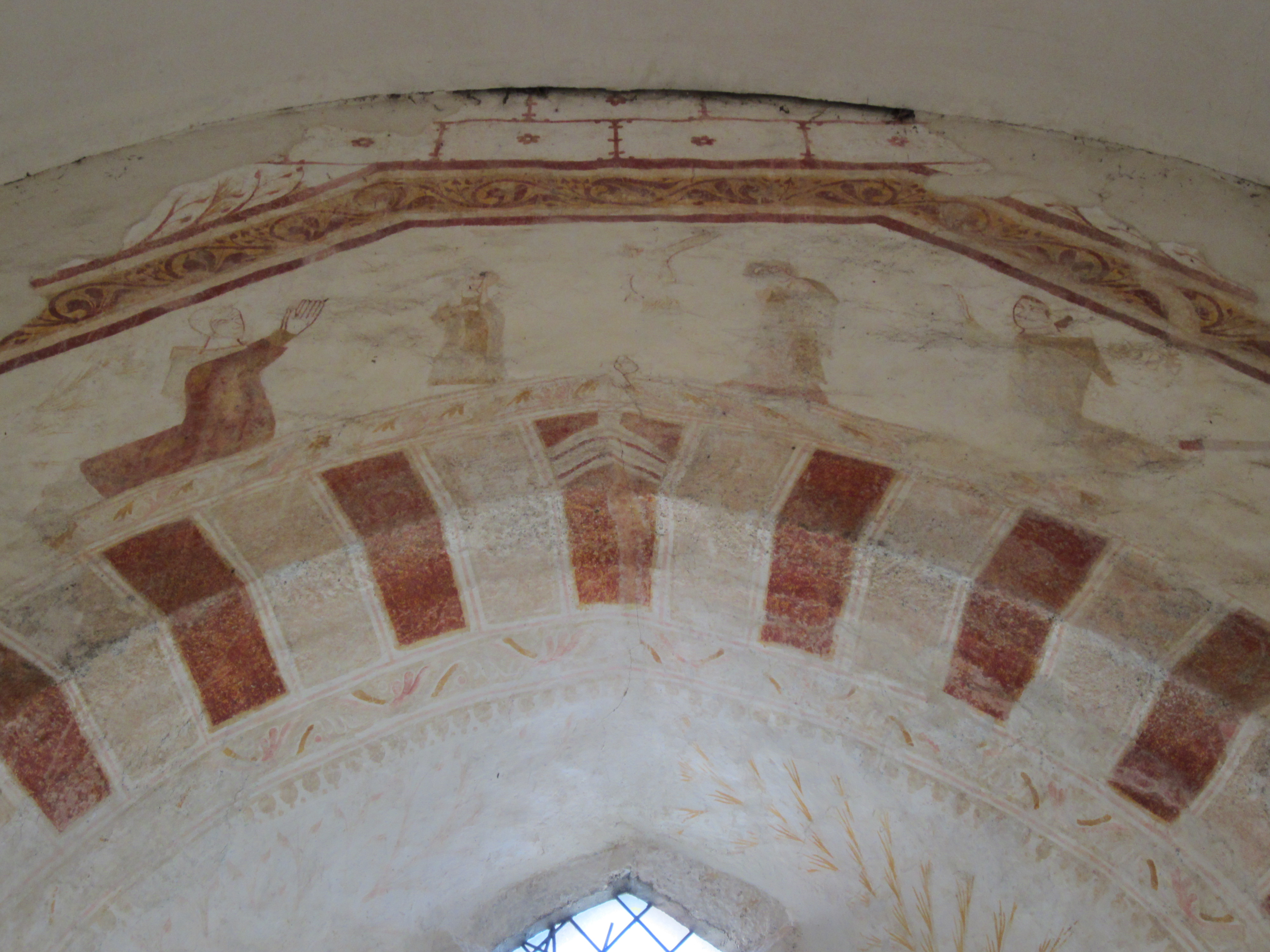
Les peintures murales.

## Protection
L'église est inscrite au titre des monuments historiques par arrêté du 16 mai 1994.

## Mobilier
L'église abrite des fonts baptismaux du XVe ou XVIe siècle, ainsi qu'un crucifix en bois du XVe siècle, provenant d'une ancienne poutre de gloire classés au titre objet aux monuments historiques. Elle renferme également un maître-autel du XVIIe siècle, une Vierge à l'Enfant du XVIIe siècle et un tableau du XIXe siècle Allégorie de la Charité.

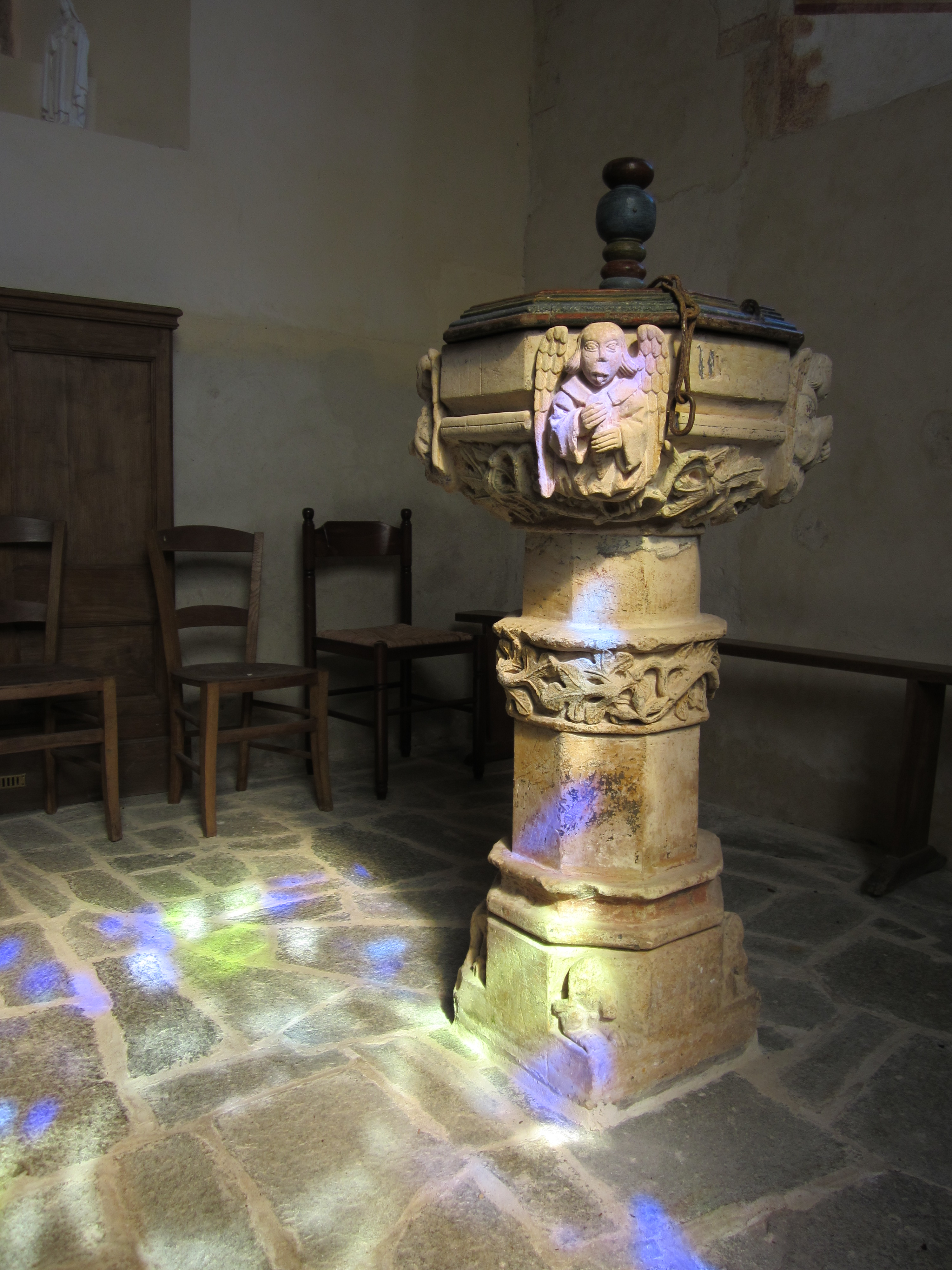
Les fonts baptismaux.